# Molophilus kuborensis
Molophilus kuborensis là một loài ruồi trong họ Limoniidae. Chúng phân bố ở miền Australasia.